# 池田屋 (台灣)
六龜里池田屋是中華民國高雄市六龜區的一個建築，該建築完工於昭和4年（1929年），當時池田兵太郎興建了這個建築並作為旅社來經營，昭和9年（1934年）7月池田兵太郎過世，由女兒池田美代及女婿池田秋好接手，然而第二次世界大戰結束後他們均遭到遣返，池田屋建物本身因債務問題被六龜農會信用組合接管。1946年被承租給別人當酒家使用，1953年轉由高雄客運公司承租，1961年進而被收購，2003年登錄為歷史建築。2020年池田屋修繕完成，重現當年風貌。

## 建築
早年六龜林業發達，池田屋起造於偏遠又資源匱乏的年代，所以軸組立柱採用台灣檜木，木屋架使用二手材料。池田屋就地取材，房屋的布基礎及牆體取用荖濃溪卵石及溪畔菅莖當材料，以漿砌卵石及編菅莖夾泥的特殊工法施作，有別於一般日式木造建築的磚造布基礎、編竹夾泥牆體型式。

## 歷史
高雄客運六龜站原名為「池田屋」，屋齡90年，是六龜區唯一具有歷史建築身分的日式老屋。日本人池田兵太郎於1929年建造「池田屋旅舍」，做為日本人及日警主要的招待休息處所。1961年轉由高雄客運公司承購作為客運站使用，之後50多年，肩負起六龜區、茂林區、桃源區等地住民聯外交通的轉運站，直至2003年9月8日登錄為歷史建築。

## 池田屋事件紀錄
| 時間         | 事件                                                                                               |
| ------------ | -------------------------------------------------------------------------------------------------- |
| 1929年       | 日本人池田兵太郎在六龜建立池田屋旅舍，做為外來日人及日警招待所與休息處。                           |
| 1961年       | 高雄客運公司購入轉型成客運站，此後50餘年，肩負六龜、茂林、桃源等地住民聯外交通的轉運中心。         |
| 2003年9月8日 | 六龜車站登錄為高雄縣歷史建築，六龜區唯一具有歷史建築身分的日式老屋。                               |
| 2019年3月    | 高市府都發局與六龜區公所攜手推動，「六龜之心」山城再造計畫啟動，池田屋展開修繕工程，重現當年風貌。 |
| 2020年7月    | 池田屋屋頂回復為日式黑瓦，更以檜木立柱續接方式修復軸組台，池田屋修繕工程完工。                     |

## 池田屋修復

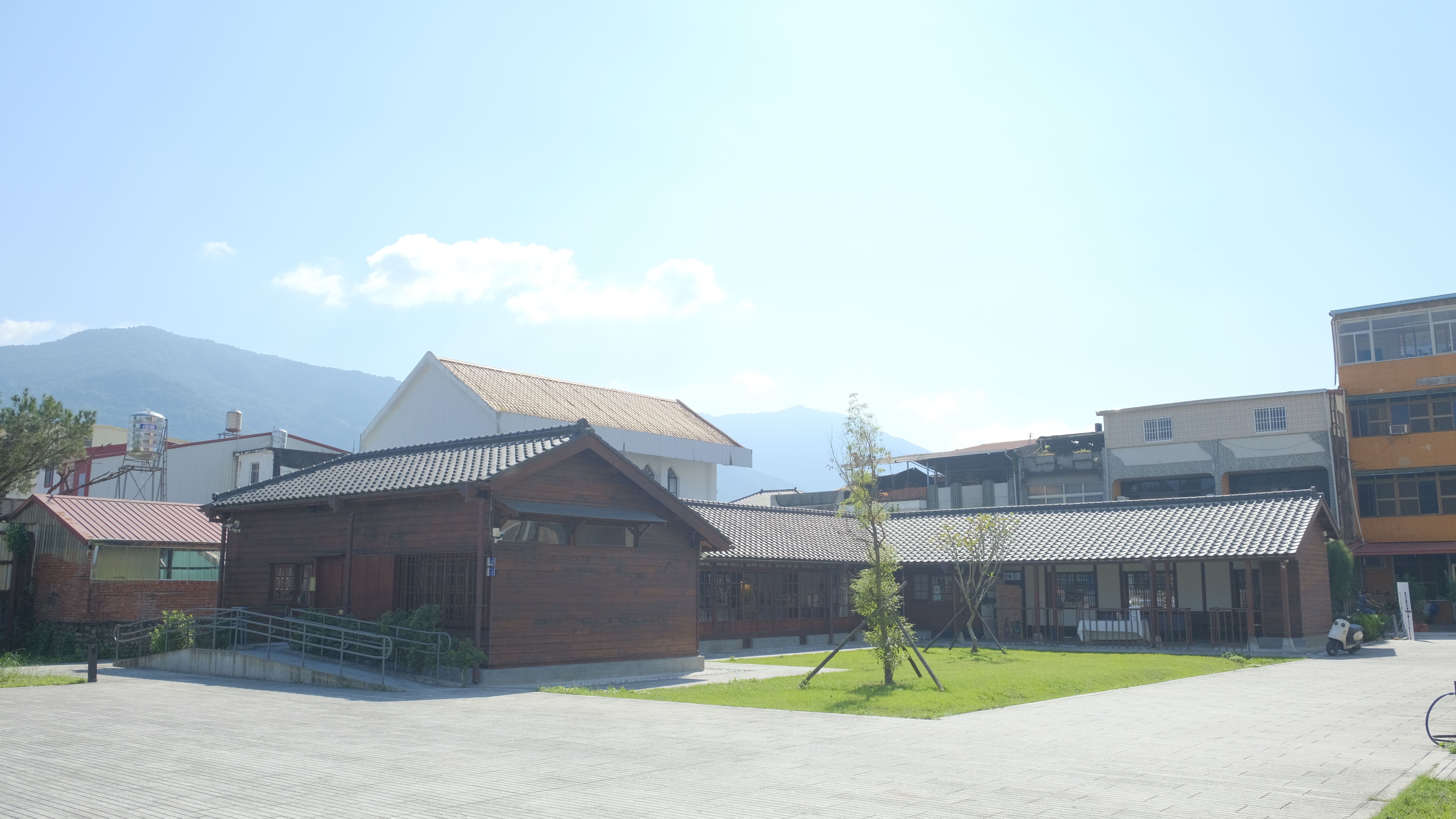
修復後的池田屋

池田屋面積約266平方公尺，有南、北、東棟及玄關，形狀採ㄇ字形設計。整體空間、型貌仍保留原有樣式，是高雄目前少數僅存的建築樣式，深具保存價值。可見建物部分原貌及內材，為高雄歷史古蹟修復特殊工法，「編菅莖夾泥牆」及「卵石布基礎」。